# Abel de Pierre-Buffière

Wappen der Pierre-Buffière

Abel de Pierre-Buffière (* um 1560; † 7. Juni 1595), Baron de Chamberet, Lieutenant-général und Gouverneur des Königs im Limousin, war ein französischer Heerführer zu Zeiten der Hugenottenkriege.

## Herkunft
Er war einer der Söhne des François de Pierrebuffière-Châteauneuf, Chevalier, Seigneur, Marquis von Chamberet, Saint-Salvadour und Beaumont (ermordet vom Katholiken Jean de Pompadour) und der Jeanne de Pierre-Buffière, Dame de Chamberet (Baronnie im Bas-Limousin), einer Tochter des François de Pierrebuffière-Pontarion (um 1495–1549). Er hatte zwei Brüder: Louis (* 1566; † 1593; ⚭ Marie de La Noue, Tochter des Odet aus der Familie des Hugenottenführers François de La Noue; Gründer der Linie Pierre-Buffière-Châtelier-Touraine) und Gilles (ohne Nachkommen), und die Schwestern Catherine (⚭ Antoine de Saint-Marsaud, Sohn von Brandelis und Jeanne de Beaudeduit), Françoise (⚭ Claude de Saint-Jean) und Moureilhe.

## Leben und Gefechte
Abel de Pierre-Buffière, Seigneur Baron de Chamberet, war, ebenso wie sein Bruder, Louis, Sieur de Beaumont (Maréchal de camp), als Militärperson auf Seiten der Royalisten an zahlreichen Schlachten im grausamen Bürgerkrieg gegen die katholischen Ligisten beteiligt. Er fungierte als Gouverneur und Lieutenant-général des Königs Heinrich IV. im Limousin und hatte seinen Amtssitz in der Hauptstadt dieser Provinz, Limoges.
Bürgerkrieg gegen die Ligisten im Limousin
Es war wohl Abel (oder sein Bruder Louis), der als jener Seigneur de Chamberet erwähnt wurde, welcher 1586 nach zwei Monate langem Kampf der Pest und den Hinrichtungen im Zuge der Einnahme von Castillon durch die Ligisten unter Charles II. de Lorraine, duc de Mayenne, knapp entkam und mit den Resten der besiegten hugenottischen Garnison ehrenvoll abziehen durfte.
Ob Abel im März 1590 beim Sieg über die Ligisten bei Ivry beteiligt war, oder einer seiner Brüder, lässt sich nicht zweifelsfrei belegen.

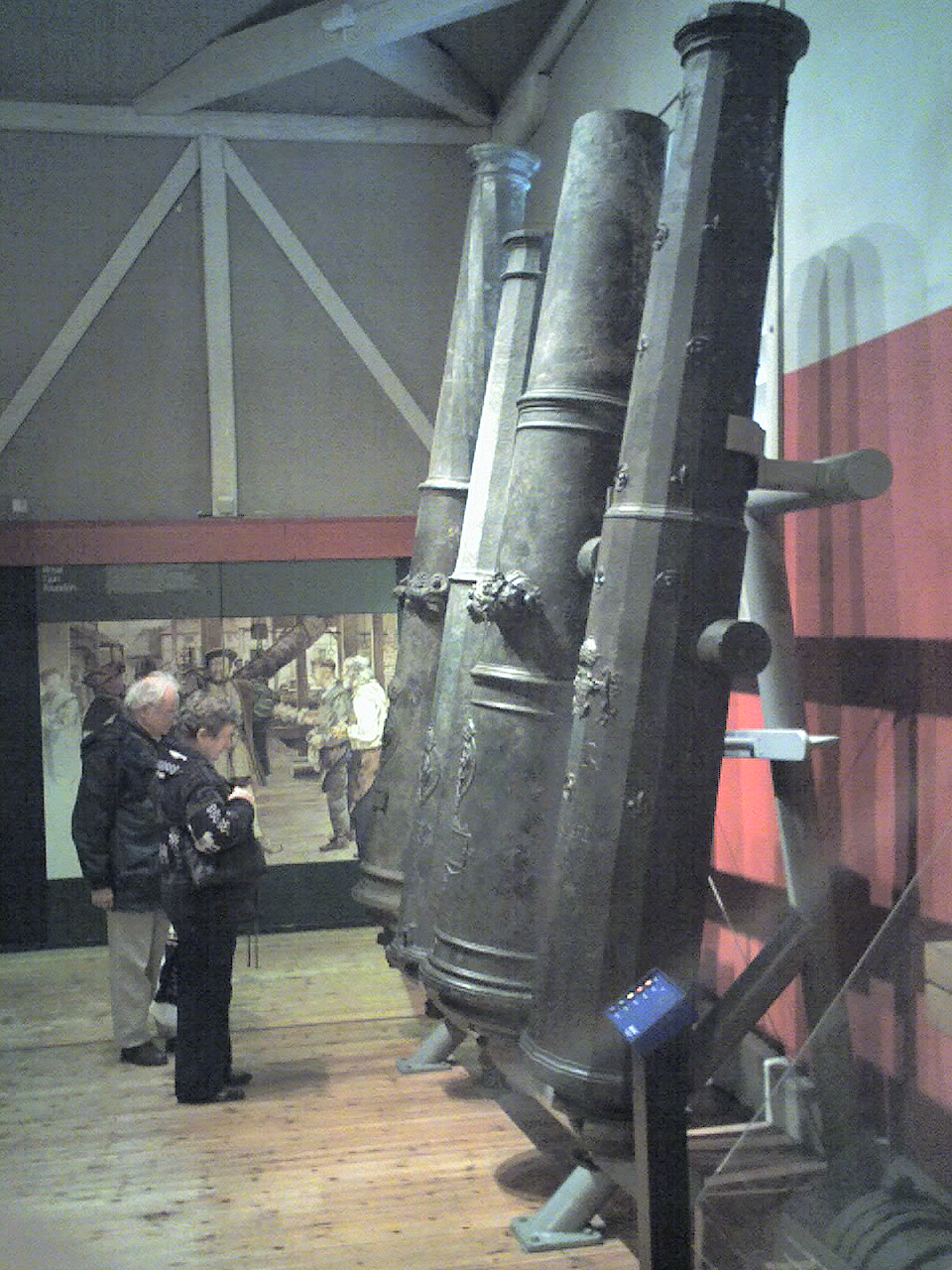
Feldschlangen

 Im Jahr 1590 hatte Bischof Henri de La Marthonie die Stadt Limoges (die selbst vom Krieg kaum betroffen wurde) und ihr Umland den Ligisten überlassen, wobei ein Sieur de Beaupré als Geisel genommen wurde. Zu dessen Befreiung mobilisierte Abel, als Gouverneur von Limoges, die Garde der Kathedrale, und ein Capitaine Romanet sammelte eine Truppe reformierter Adliger, darunter Vicomte de Chateauneuf (Charles de Pierre-Buffière († vor 1606), Schwiegervater von Abels Sohn Henri) und der Sieur de Beaumont (wohl Abels Bruder Louis de Pierre-Buffière), sowie eine Kompanie Söldner unter Capitaine Raymond, zur Belagerung des katholischen Laurière, das sich nach einem Angriff rasch ergab und die Geisel freiließ.
Wenige Tage später wurden die Ligisten durch Truppen des Charles de Pierrebuffière-Châteauneuf (später Schwiegervater von Abels Sohn und Stieftochter) und dem Regiment de Frugelon, nach Einschießen dreier Breschen in die Befestigung, am 19. April aus der Burg Croz, und dann dem Dorf Gris verjagt. Auch die Orte Meillars, Eymoutiers und das Schloss Chamberet wurden den Ligisten abgerungen.

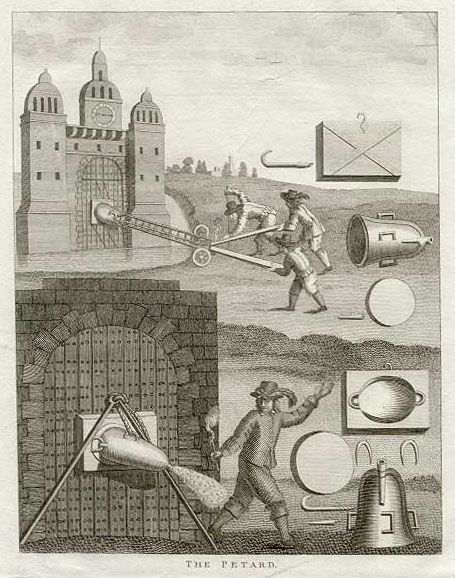
Petarde, Sprengwaffe zum Aufbrechen von Toren

Bei der anschließenden Belagerung der Ligisten in Ladignac unter Sieur de La Cousse durch ein von Abel de Pierrebuffière zusammengerufenes Heer (Befehlshaber de la Rondaire, de Dussac und Président Martin) kam es jedoch zu einem zehnstündigen Kampf. Der in der Kirche verschanzte Cousse wurde durch Beschuss mit der Couleuvrine Marsale und eine Petarde zur Kapitulation gezwungen, sieben Ligisten auf der Stelle erhängt und de La Cousse später in Limoges enthauptet.

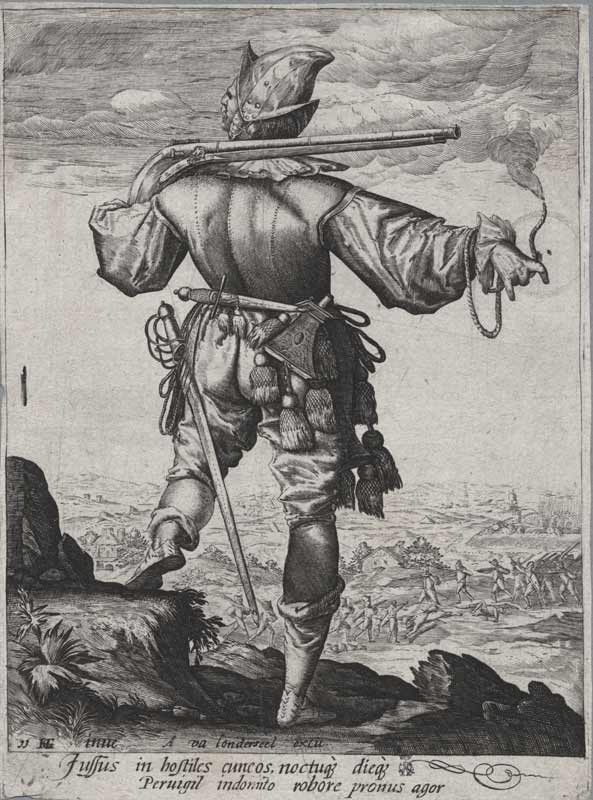
Arkebusier um 1600

Als Vergeltung erfuhren Royalisten unter Graf Ventadour wenige Tage danach bei La Béchadie eine verlustreiche Niederlage durch den Anführer der Ligisten im Limousin, Vicomte Louis de Pompadour (Sohn des Geoffroy de Pompadour und der Suzanne de Pérusse des Cars), der die Marsale erbeutete (die er danach im Triumphzug nach Schloss Pompadour führte). Verstärkungen aus Limoges retteten jedoch die Armee des Grafen Ventadour.
Ende 1590 führte Abel de Pierrebuffière das Regiment de Puymeau beim Angriff auf Stellungen der Ligisten unter Sieur de la Pouge bei Treignac. Danach erkämpfte er die Festung Neuvic bei Châteauneuf, die von Pompadour belagert wurde, wobei sich unter den belagerten Hugenotten Louis de Pierrebuffière, Sieur de Beaumont, Abels Bruder, befand. Im Laufe des Gefechtes gelangte Abel in die dortige Kirche, wo sich die belagerten Hugenotten verschanzt hatten, und die beiden Brüder kämpften sich mit dem Schwert den Weg frei, wobei Louis von einer Arkebusenkugel verletzt wurde. Nach der Befreiung wurde Louis in Châteauneuf versorgt, während Abel nach Limoges zurückkehrte.
Belagerung von Saint-Yrieix 1591
Im März 1591 entsetzten Truppen des Abel de Pierrebuffière die von Georges de Villequir, Vicomte de La Guierche belagerte Stadt Bellac. Die belagerten Hugenotten unter den Sieurs de La Salle, de La Couture, Chaumareys und dem Konsul Génébrias schlugen mehrere Angriffe zurück, bis dank Verstärkungen unter dem Prince de Conti die Ligisten nach 22 Tagen der Belagerung vertrieben wurden.
Kurze Zeit später, war Abel der Kommandant der Garnison von Saint-Yrieix-la-Perche, die von Ligisten unter Pompadour belagert wurde. Die Belagerer konnten trotz der Attacken eines 1500 Mann starken hugenottischen Entsatzheers nicht vertrieben werden, da die Hugenotten in einen Hinterhalt des Marquis de Montpezat gerieten und erhebliche Verluste erlitten. Auch Ausfallversuche der Garnison wurden zurückgeschlagen, wobei nahezu die ganze Mannschaft der Garnison getötet wurde. Ebenso wenig konnte die Stadt jedoch erobert werden, und der Vicomte de Pompadour brach am 20. März die Belagerung ab. Eine Armee der Ligisten mit 800 Fusilieren, 300 Reitern und drei schweren Kanonen unter Befehl des Vicomte de La Guierche versuchte ab 1. Mai erneut die Einnahme der Stadt, wurde aber von Abel zur Aufgabe der Belagerung gezwungen und verloren dabei 200 Mann.
Kampf gegen die Croquants 1594
Im Jahr 1592 eroberte Abel die Stadt und die Burg Châlus. 1593 kämpfte er bei weiteren Belagerungen und Gefechten gegen die Ligisten. Ende März 1594 begleitete er den König Heinrich IV. beim Einzug in Paris. Er bewährte sich im Laufe dieses Jahres auch durch Siege über die als Croquants bezeichneten plündernden Bauernhaufen, zum Beispiel  verjagte er sie vor Couzeix, wobei er für dieses Gefecht eine Truppe von rund 800 Mann mit Kanonen befehligte. Sodann zog er über Saint-Priest-Ligoure gegen ein Lager von über 4000 Bauern in der Ortschaft Les Pousses zwischen Nexon und Saint-Maurice-les-Brousses, wo er sie am 24. Juni 1594 heftig attackieren ließ, so dass die Bauern restlos in die Flucht geschlagen oder niedergemacht wurden (1500 Gefallene, zahlreiche Verwundete).
Letzte Gefechte bis 1595
Als eine seiner letzten Taten begann er September 1594 die Belagerung der Ligisten in Gimel, die „den König für Weizen, Brot, Wein, Hafer, Schießpulver, tausend Dochtfäden für Arkebusen, Arznei für die Verwundeten, etc., 83843 Livres, und viele Soldaten und Edelleute das Leben“ kostete. Ab Anfang und bis kurz nach 23. Januar 1595 folgte die Eroberung der Ländereien von Gimel, wobei das dortige Château dem Erdboden gleichgemacht wurde. Kurz danach war Abel (zeitweilig?) Gefangener der Gegner des Königs.
Zwei Tage nach der Schlacht bei Fontaine-Française verstarb Abel de Pierre-Buffière am 7. Juni 1595 in seinem 35. Lebensjahr. Er wurde im Chorraum der Kirche von Chamberet beigesetzt, wo seine Witwe eine Kupferplatte mit seiner Vita 1596 als Epitaph zum Gedächtnis anbringen ließ. Als Gouverneur des Limousin folgte ihm der entfernt verschwägerte Baron de Salagnac (oder Salignac) de Rochefort, der am 9. Juli 1596 in Limoges Einzug hielt und sich fortan für eine Versöhnung der ehemaligen Gegner einsetzte.

## Familie und Nachkommen
Bei der Belagerung seiner Gattin, Anne de Pons, Dame de Plassac et Chamberet, im Schloss Linards vom 14. bis zum 23. Juli 1595 (1593?) zur Herausgabe von Abels Stieftochter Marguerite de Pierrebuffière (1582–1633), durch den künftigen Schwiegervater Charles de Pierre-Buffière, Seigneur de Châteauneuf, und einigen Tausend von dessen Bewaffneten, war Abel anscheinend nicht anwesend oder damals bereits verstorben.
Er hatte Anne de Pons (* um 1565; † vor 1616)  Tochter von Jean, Chevalier de l’ordre du roi, Seigneur de Plassac et Langon, und Jeanne de Villers-Saint-Paul, im Jahre 1588 geheiratet (nach dem Tod ihres ersten Gatten Philippe de Pierre-Buffière (1552–1582), Erster Baron des Limousin, Seigneur von Aigueperse, Saint-Paul, Beauvais, le Pont-de-Noblac, Pontarion und Monteil). Nach Abels Tod wurde Anne erneut innerhalb der Familie mit einem Verwandten verheiratet, nämlich 1597 mit dem Baron Jean de Pierrebuffière-Lostanges.
Abel hatte folgende Kinder mit Anne de Pons:
- Stieftochter Marguerite de Pierre-Buffière (1582–1633), Tochter des Philippe de Pierre-Buffière, erste Baronin de Limousin; ⚭ 1595 Charles, Sohn des Charles de Pierre-Buffière († vor 1606), Vicomte de Comborn, Baron de Châteauneuf, Beaumont etc., Maréchal des camps et des armées, Gouverneur und Lieutenant-général des Königs im Limousin, und der Philiberte de Gontaut-Biron (1563–1606, Tochter des Marschalls Armand de Gontaut-Biron)
- Henri (* um 1593; † 26. Mai 1649 gefallen vor Libourne), Seigneur und Marquis de Chamberet, Chevalier de l’ordre du roi, August 1631 Capitaine der Chevaux-Légers d’ordonnance, Mai 1649 General der Frondeure; ⚭ 16. Mai 1614 Françoise de Pierre-Buffière, Tochter des Charles de Pierre-Buffière  und der Philiberte de Gontaut-Biron.
  - Jean-Charles de Pierre-Buffière, Vicomte de Comborn. Erhält 1627 Güter seines Vorfahren François; ⚭ 22. Mai 1642 Marie, Tochter des Jacques de Castelnau-Rochetel, Sieur de Mauvissière († 1688)
    - Anne de Pierre-Buffière, Marquise de Chamberet, († 1720 Paris), Begleitdame der Dauphine Maria Anna Victoria von Bayern; ⚭ François, comte de La Baume, marquis de Forsac
      - Comtesse Marie-Anne-Judith de La Baume-Forsac  ⚭ 1691 François-Charles de Gain de Linards[9]
- Charles (* etwa 3. April 1595), Seigneur und Baron de Prunget, Tendu und Chabnet, 1616 Vergleich mit Marguerite de Pierre-Buffière (s. o.) über das Erbe der Anne de Pons; erster Chambellan d’affaire des Gaston de Bourbon, duc d’Orléans; ⚭ 23. Juli 1619 Jeanne d’Harambures 
  - N.N. Baronesse de Prunget; ⚭ Guyot d’Asnières
  - N.N. Baronesse de Prunget; ⚭  N.N. de Poix
  - Charles II Baron de Prunget, Tendu et Chabnet, La Rocherolle; ab 1643 Chambellan d’affaire des Gaston de Bourbon, duc d’Orléans, verstarb mit 22 Jahren als Capitaine der Kavallerie unter Marschall d’Estrades, dem Cousin seiner Frau; ⚭ 11. November 1644 Marie Lebreton
    - Charles-Abel; ⚭ 13. Dezember 1673 Catherine de Courault, Tochter des Binjamin Courault, Sieur du Portail
      - Charles-Binjamin, Baron de Prunget, trat als erster Pierre-Buffière seit 100 Jahren zum Katholizismus über; ⚭ 28. Juni 1695 Anne-Marthe de Renard de Courtemblay (Erbin des Antoine de Renard, Sieur de la Mur, la Motheraje (Beausse), und der Louise Dubois de Menetou/Berry)
        - Charles-Aimar (* Juli 1697), Chevalier des Ordre royal et militaire de Saint-Louis, Capitain im Dragonerregiment de Nicolay; ⚭ Dezember 1737 Marie-Agnes de Machault